# Tuxtla Chico
Tuxtla Chico est une municipalité du Chiapas, au Mexique. Elle couvre une superficie de 857 km2 et compte 41 823 habitants en 2015.